# Burgenweg (Oberpfalz)
Der Burgenweg ist ein 176 km langer Wanderweg in Nordbayern, der vom Oberpfälzer Waldverein unterhalten wird. Wie der Name bereits vermuten lässt, zeigt der Weg dem Wanderer den Burgenreichtum der Oberpfalz. Zugleich erschließt er die Wiesauer Teichpfanne und Tallandschaften der Waldnaab, der Pfreimd und der Schwarzach.
Der Burgenweg ist auch Teil des Prädikatswanderwegs Goldsteig, welcher ebenfalls in Marktredwitz beginnend bis Passau verläuft.

## Orte auf dem Weg
Marktredwitz – Ruine Weißenstein (Steinwald) – Falkenberg (Burg Falkenberg) – Neuhaus (Burg Neuhaus mit Waldnaabmuseum) – Neustadt an der Waldnaab (Schloss) – Theisseil – Leuchtenberg (Burgruine Leuchtenberg) – Burg Trausnitz im Tal – Tännesberg (Schlossberg) – Burg Wildstein (Ruine) – Oberviechtach – Obermurach (Burg) – Kulz – Thanstein (Burg Thannstein) – Schwarzwihrberg (Burg Schwarzenburg) – Döfering – Waldmünchen

## Weblink
- Burgenweg